# Und das Wissen ist der Tod
Und das Wissen ist der Tod ist ein deutscher Fantasy-Stummfilm aus dem Jahre 1915 von Walter Schmidthässler.

## Handlung
Ahasver, der ewige Jude, der laut einer Legende dazu verdammt ist, auf Ewigkeit durchs Leben zu wandern, steigt aus dem öden Bergland ins Tal hinab und klopft eines Abends an die Tür des Philosophen Dr. Alfred Bergmann. Dieser ist gerade mit einem großen literarischen Werk beschäftigt. Bergmann gewährt dem alten Juden Einlass und lässt ihn bei sich übernachten. Am folgenden Morgen sind im Hause des Gastgebers auch dessen Bruder und seine junge Braut zugegen. Als weiser Mann wird Ahasver verehrt, und man erbittet von ihm dessen Segen. Doch er verweigert diesen und verlässt flugs das Haus. Dr. Bergmann erwünscht Aufklärung für dessen Verhalten und eilt Ahasver nach. Dieser sagt ihm, dass das Glück des jungen Paares nicht mehr lange währen und das Mädchen binnen drei Tagen tot auf der Bahre liegen werde. Bergmann ist schockiert und fasziniert zugleich. Er bittet Ahasver, diese Gabe der Vorhersehung auf ihn zu übertragen. Ahasver warnt seinen Gastgeber vor dieser Gabe, da sie ihn unglücklich und verzweifelt machen werde, doch Bergmann besteht auf seiner Bitte. Und so bekommt er Ahasvers hellseherische Fähigkeit. Tatsächlich erkennt nunmehr auch Bergmann, dass seine Schwägerin in spe in drei Tagen tot sein wird.
Schockiert von dieser Erkenntnis will Dr. Bergmann diesen Entwicklungen aus dem Weg gehen und begibt sich auf eine Reise. Noch vor dem Betreten des Zuges kann er in den Gesichtern der Fahrgäste nur Tod und Vernichtung sehen. Bergmann ahnt ein schweres Unglück voraus und bittet die Fahrgäste, nicht in den Zug einzusteigen. Man hält ihn für verrückt, lediglich ein Passagier, der Bankier Sohmer, der sich mit seiner Tochter gleichfalls im Zug befindet, lässt sich dazu überreden, wieder auszusteigen und den nächsten Zug zu nehmen. Und tatsächlich: der Zug verunglückt. Sohmer ist derart erschüttert, dass er bei nächster Gelegenheit, einer Gesellschaft, in dessen Anwesenheit von Dr. Bergmanns Gabe erzählt. Ein weiterer Gast, Baron Königsmark, fragt den Hellseher daraufhin, ob sein schwer erkranktes Enkelkind demnächst sterben werde. Bergmann kann ihn beruhigen, die Erkrankung wird überwunden werden. Bald darauf besuchen Edith, ihr Vater und Bergmann gemeinsam die Oper, und wieder sieht letzterer in allen Gesichtern nur den Tod. Rasch verlässt man das Theatergebäude, und tatsächlich kracht es vollkommen in sich zusammen.  
Edith dankt ihrem Retter überschwänglich, und ihr Vater lädt Dr. Bergmann dazu ein, einige Tage auf seinem Gut zu verbringen. Bei einem Spaziergang durch den angrenzenden Ort packt Bergmann das blanke Entsetzen. Dringend rät er Vater und Tochter Sohmer, diesen dem Untergang geweihten Ort schnellstmöglich zu verlassen. Und tatsächlich – die Geschichte spielt offensichtlich in einer Grenzregion während des Ersten Weltkriegs – überrennen feindliche Truppen am folgenden Tag die Region und brennen alles nieder, auch Sohmers Rittergut. Aus Ediths Dankbarkeit Bergmann gegenüber erwächst Zuneigung, und so beschließen die beiden zu heiraten. Doch Bergmanns ernstes Wesen passt nicht so recht zu Ediths heiterer Unbekümmertheit, und so wendet sich das Mädchen bald dem ihrer Natur sehr viel eher entsprechenden Walter von Lupinsky zu. Obwohl die Hochzeit mit Bergmann fest geplant ist, rennt sie mit Walter am Morgen ihrer geplanten Eheschließung auf und davon, nicht ohne ihrem Vater einen Brief zur Erklärung zurückzulassen. Bergmann hingegen ist gerade dabei, sich auf diesen wichtigen Tag vorzubereiten, da antizipiert er im Spiegel seinen eigenen Tod. Er eilt zu Ediths Wohnung, wo ihn schon sein Schwiegervater in spe erwartet und ihm erschüttert mitteilt, dass seine Tochter mit einem Anderen durchgebrannt sei. Dies hatte Bergmann überhaupt nicht erwartet, und unter Schock und völlig verwirrt greift er zu einem tödlichen Gift. Damit hat sich sein von Ahasver prophezeites Schicksal erfüllt.

## Produktionsnotizen
Und das Wissen ist der Tod entstand im Oktober bis Anfang November 1915 im Bioscop-Atelier in Neubabelsberg. Der Film passierte im März 1916 die Zensur und wurde wohl wenig später (vermutlich im Mai 1916) uraufgeführt. Der Vierakter besaß eine Länge von 1334 Metern.
Dieselbe Grundidee wurde seit der Jahrtausendwende in den amerikanischen Final Destination-Horrorfilmen wieder verwendet.

## Einordnung
Der beträchtliche Erfolg, den die Deutsche Bioscop 1915 mit dem ersten Golem-Film erzielt hatte und der national wie international einen großen Eindruck hinterlassen sollte, veranlasste dieselbe Produktionsfirma, weitere phantastische Stoffe herzustellen. Nach dem im Herbst 1915 entstandenen Streifen Und das Wissen ist der Tod drehte dasselbe Team (Regisseur Schmidthässler, Hauptdarsteller Bergen und Sandten) die nicht minder phantastische Geschichte Der Trödler von Prag.

## Kritik
„Eine phantastische Tragödie, deren fesselnde Handlung sich auf einem eigenartigen Gedanken aufbaut, in dem der Autor dem Helden des Dramas, der ein zum Grübeln geneigter Geist ist, durch Ahasver, dem ewigen Juden, die seltsame Gabe verleihen läßt, den Tod in jedes Menschen Gesichte im vorhinein zu lesen, eine Gabe, die ihm selbst auch zum Verhängnis wird. Der geschickte Aufbau der Handlung bedeutet eine Lösung des schweren Problems, das sich mit diesem Film der Regisseur gestellt.“